# ルー・ジャクソン
ルイス・クラレンス・ジャクソン（Louis Clarence "Lou" Jackson , 1935年7月26日 - 1969年5月27日）は、アメリカ合衆国ルイジアナ州出身のプロ野球選手（外野手）。
愛称は「黒い稲妻」「褐色の弾丸」「黒いアトム」。また「おとぼけのルー」とも呼ばれた。

## 経歴
1957年にシカゴ・カブスと契約し、1958年7月23日にメジャーデビュー。1960年から1963年まではメジャー出場が無かったが、1964年にボルチモア・オリオールズでメジャー再昇格。
1966年にサンケイアトムズに入団し、来日。小柄な体格ながら卓越した身体能力の持ち主で、俊足・強肩を武器に活躍。1年目は前半戦は4番、後半戦は3番を打ち、97試合の出場ながら20本塁打を記録。1967年からは新たに入団したデーヴ・ロバーツとクリーンナップを組んで弱小であったアトムズ打線を支え、キャリアハイとなる打率.296（リーグ7位）・28本塁打（同4位）・79打点（同3位）の好成績を残し、同年はオールスターゲームにも出場。
当時のアメリカでは黒人差別が顕著な時代でジャクソンも少なからず差別を受けていたというが、新天地・日本ではそういった差別もあまり無かったことから伸び伸びとプレーをしていた。一方で、この頃より夫人との関係が悪化し、1968年は夫人をアメリカに残し前年に生まれた娘は義母に預けて単身で来日。この状況の中で、ジャクソンの私生活は荒れ、試合が終わると和服美人の愛人がいるスナックに直行して朝まで飲み続けた。サンケイは給料を球団の管理にしたが、それでもツケで飲みまくった。特に食生活は荒れ、三度の食事が肉料理（焼き鳥・焼肉・ステーキ）だけで、米もパンも野菜も食べなかった。その上、ホームシックによる精神の不安を静めるために飲酒も欠かさず、ビールを10本飲んでは娘を思い出して泣いていたという。アメリカ時代からプレイボーイであったというが、夫人との離婚の話が進んでいたことも荒んだ理由だったともいわれる。このためか、個人打撃成績最下位（30位）の打率.219と低迷するが、引き続きクリーンナップを務め20本塁打を打った。
1969年3月26日のオープン戦に出場後に胃痛を訴え、翌27日に東京慈恵会医科大学附属病院に搬送されて膵臓機能障害で入院。ジャクソンは練習に来ない、来ても酔っぱらって寝ていた、ということも少なくなかったため、この時にも周囲は仮病と思ったという。しかしペナントレースが開幕しても、なかなか退院できず、報道陣が深刻な事態だと悟ったのは、チームメートのロバーツが殊勲打を放ち、記者に「今日のヒットをルーに捧げたい」と語った時であった。実際には膵臓がんであったらしく、4月3日に集中治療室に移されて同26日に手術を受けるも、5月27日に膵臓壊死により33歳で死去。最期を看取ったのは妻ではなく義母であった、翌28日には球団葬が執り行われ、阪神のウィリー・カークランドやジョー・ゲインズ、西鉄のカール・ボレスら現役の助っ人たちも参列。「楽天家のルー、おとぼけのルー……」という別所毅彦監督の弔辞に、周囲からは嗚咽が漏れた。周囲からは慕われていたが、その場に夫人の姿は無かった。遺体は横田基地を経由して米軍機で自宅のあったフロリダ州タンパに送られた。太平洋戦争中に日本領の硫黄島で戦死したハリー・オニールを除けば2022年現在、日本で死亡した唯一のメジャーリーグ経験者である。

## 選手としての特徴
打撃は強い手首を活かしてスイングスピードが桁違いに速く、グリップエンドに小指を余す握りのフルスイングから放たれる強烈な打球は、猛フックがかかりよくファールになっていた。打球の角度が修正されたら、何年も3割40本を続けられたのではと、当時の監督であった飯田徳治から評された。
守備でも強肩で、外野からの送球は投手が投げる球よりも速いとも言われていた。

## 詳細情報

### 年度別打撃成績
| 年 度    | 球 団    | 試 合 | 打 席 | 打 数 | 得 点 | 安 打 | 二 塁 打 | 三 塁 打 | 本 塁 打 | 塁 打 | 打 点 | 盗 塁 | 盗 塁 死 | 犠 打 | 犠 飛 | 四 球 | 敬 遠 | 死 球 | 三 振 | 併 殺 打 | 打 率 | 出 塁 率 | 長 打 率 | O P S |
| -------- | -------- | ----- | ----- | ----- | ----- | ----- | -------- | -------- | -------- | ----- | ----- | ----- | -------- | ----- | ----- | ----- | ----- | ----- | ----- | -------- | ----- | -------- | -------- | ----- |
| 1958     | CHC      | 24    | 36    | 35    | 5     | 6     | 2        | 1        | 1        | 13    | 6     | 0     | 1        | 0     | 0     | 1     | 0     | 0     | 9     | 1        | .171  | .194     | .371     | .566  |
| 1959     | CHC      | 6     | 4     | 4     | 2     | 1     | 0        | 0        | 0        | 1     | 1     | 0     | 0        | 0     | 0     | 0     | 0     | 0     | 2     | 0        | .250  | .250     | .250     | .500  |
| 1964     | BAL      | 4     | 8     | 0     | 0     | 3     | 0        | 0        | 0        | 3     | 0     | 0     | 0        | 0     | 0     | 0     | 0     | 0     | 2     | 0        | .375  | .375     | .375     | .750  |
| 1966     | サンケイ | 97    | 385   | 346   | 39    | 88    | 11       | 3        | 20       | 165   | 43    | 11    | 8        | 0     | 1     | 32    | 7     | 6     | 62    | 3        | .254  | .327     | .477     | .804  |
| 1967     | サンケイ | 117   | 480   | 439   | 72    | 130   | 27       | 1        | 28       | 243   | 79    | 13    | 7        | 1     | 2     | 36    | 9     | 2     | 76    | 10       | .296  | .351     | .554     | .904  |
| 1968     | サンケイ | 115   | 450   | 416   | 44    | 91    | 14       | 0        | 20       | 165   | 59    | 8     | 8        | 0     | 4     | 27    | 1     | 3     | 97    | 4        | .219  | .269     | .397     | .666  |
| MLB：3年 | MLB：3年 | 34    | 48    | 47    | 7     | 10    | 2        | 1        | 1        | 17    | 7     | 0     | 1        | 0     | 0     | 1     | 0     | 0     | 13    | 1        | .213  | .229     | .362     | .591  |
| NPB：3年 | NPB：3年 | 329   | 1315  | 1201  | 155   | 309   | 52       | 4        | 68       | 573   | 181   | 32    | 23       | 1     | 7     | 95    | 17    | 11    | 235   | 17       | .257  | .316     | .477     | .793  |

### 記録
NPB
- オールスターゲーム出場：1回 （1967年）

### 背番号
- 22 （1958年 - 1959年途中）
- 42 （1959年途中 - 同年終了）
- 44 （1964年）
- 15 （1966年 - 1967年）
- 3 （1968年 - 1969年）